# Sebastes dallii
Sebastes dallii is een straalvinnige vissensoort uit de familie van schorpioenvissen (Sebastidae). De wetenschappelijke naam van de soort is voor het eerst geldig gepubliceerd in 1894 door Eigenmann & Beeson.